# Reiseblog
Ein Reiseblog ist eine Variante des Weblogs. Er zielt auf Reisende ab, die sich über eine angehende Reise informieren möchten. Grundsätzlich geht es um alles rund um den Urlaub, auch um Informationen zu Flügen und Hotels in der Zielregion. In Reiseblogs werden sowohl Reisegeschichten erzählt, als auch Ratgeberinformationen geteilt. Neben Texten und Fotos werden mitunter auch Videos einbezogen.
Viele Reiseblogs sind nicht kommerzielle Plattformen, allerdings ist in den letzten Jahren eine deutliche Professionalisierung im Bereich der Reiseblogs zu erkennen und es entstehen vermehrt kommerzielle Modelle. Einige Reiseblogger bestreiten ihren Lebensunterhalt mit ihrem Blog.
In solchen Fällen werden die Blogs über Affiliate Marketing, gesponserte Beiträge, digitale Produkte (E-Books, Onlinekurse) oder physische Produkte (Reise-Utensilien) monetarisiert.
Grimme-Preisträger Johannes Klaus hat 2010 mit Reisedepeschen.de ein vielbeachtetes Reiseblog-Portal gegründet, das Reiseberichte unterschiedlicher Autoren sammelt. Den wesentlichen Unterschied zu herkömmlichen Reiseführern sieht Johannes Klaus darin, dass diese keine „subjektiven Eindrücke“ zulassen. Ziel von Reiseblogs soll es sein, die Printversionen zu ergänzen.